# Puiseaux
Puiseaux – miejscowość i gmina we Francji, w Regionie Centralnym, w departamencie Loiret.
Według danych na rok 1990 gminę zamieszkiwało 2915 osób, a gęstość zaludnienia wynosiła 143 osoby/km² (wśród 1842 gmin Centre, Puiseaux plasuje się na 118. miejscu pod względem liczby ludności, natomiast pod względem powierzchni na miejscu 648.).